# میدان سن مارکو
میدان سن مارکو (به ایتالیایی: Piazza San Marco) تلفظ ایتالیایی: [ˈpjatt͡sa san ˈmarko] (به انگلیسی: St Mark's Square) میدان عمومی اصلی شهر ونیز در ایتالیا است که عموماً با عنوان میدان (la Piazza) شناخته می‌شود. پیاتزتا (Piazzetta) (به معنای میدانچه یا میدان کوچک) توسعهٔ میدان سن مارکو در گوشهٔ جنوب شرقی آن در طول مسیر آب محسوب می‌شود. (به نقشه نگاه کنید) این دو فضا (میدان و میدانچه) مرکز اجتماعی، مذهبی و سیاسی شهر ونیز هستند و معمولاً یکپارچه در نظر گرفته می‌شوند.
در سخنی منسوب به ناپلئون میدان سن‌مارکو اتاق طراحی اروپا خطاب شده‌است. (اصالت این نسبت به ناپلئون اثبات نشده‌است)
میدان سن مارکو میدان اصلی و عمومی ونیز است، جایی که گردشگران برای تماشای شهر به آنجا می‌روند. این میدان تنها میدان ونیز است که به نام «پیازا» معروفه چون به بقیهٔ میدان‌های شهر «کامپو» می‌گویند. از زمان جمهوری این میدان به بازار و مرکز زندگی مذهبی و شهری تبدیل شد و زندگی در اطراف آن تغییر و تحولات زیادی کرد.
این میدان یکی از زیباترین میدان‌های جهان و مطمئناً یکی از مهم‌ترین جاذبه‌های ونیز است؛ جایی که از سه طرف با ساختمان‌های جذاب احاطه شده و در بخش دیگر هم کلیسای جامع زیبای شهر را در خود جای داده‌است. شاید با دیدن صف‌های طولانی که در جلوی کلیسای جامع کشیده شده از اینکه بتوانید به داخل کلیسا بروید ناامید شوید اما نگران نباشید چون به راحتی می‌توانید با همراه شدن با تورها این صف‌های طولانی را دور بزنید. در این میدان سنگ پوشیده هیچ چیزی مانع از گشت و گذارتان نمی‌شود و تنها ترافیکی که می‌بینید ونیزی‌ها، گردشگران و کبوتران هستند!

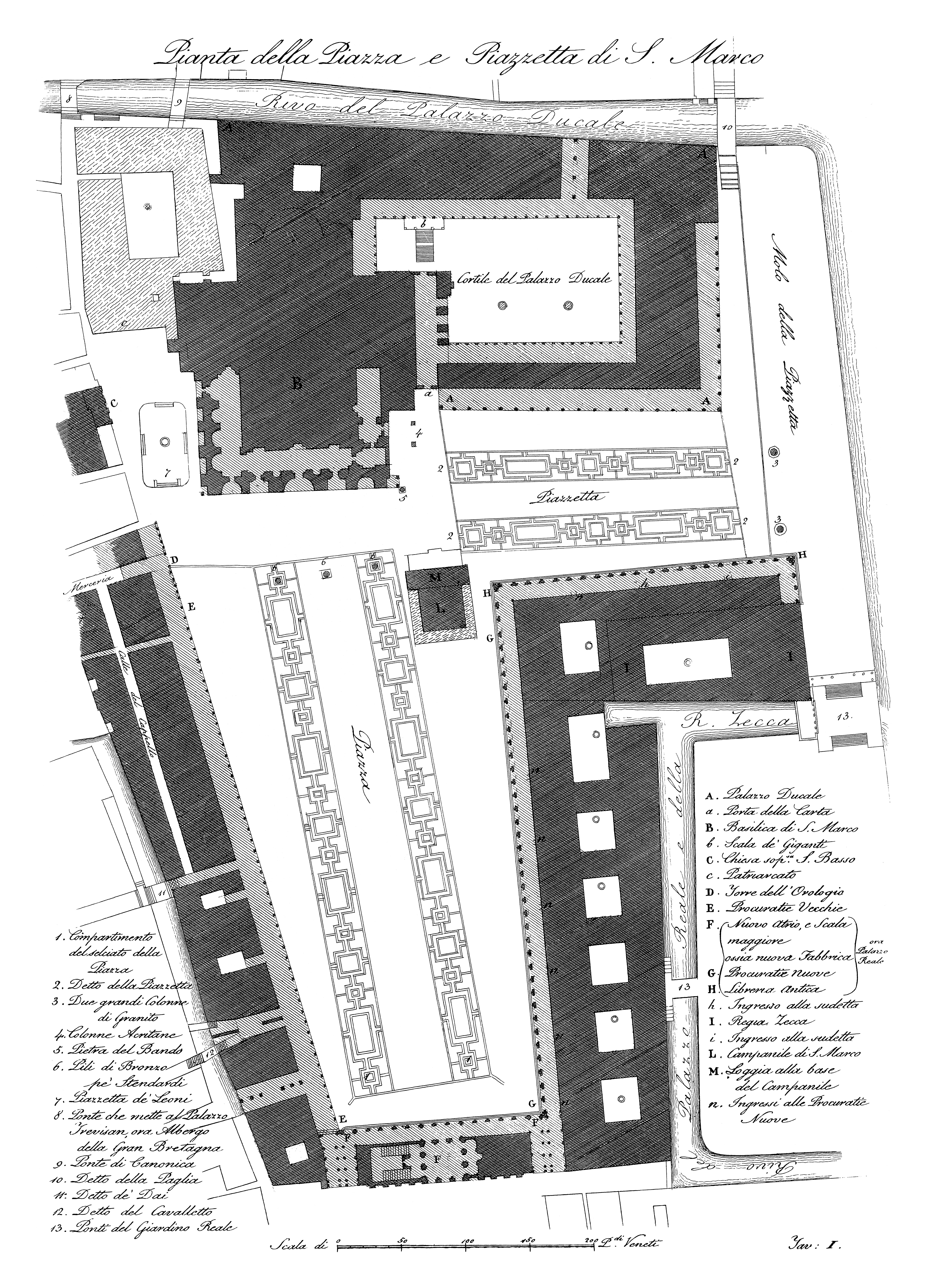
نقشهٔ میدان و میدانچهٔ سن مارکو